# Табет, Антуан Жорж
Антуан Жорж Табет (Табит Антун) (13 июня 1907 года, Бхамдун, Ливан — 16 мая 1964 года, Москва) — ливанский архитектор и общественный деятель, публицист.

## Биография
Родился 13 июня 1907 года в семье деревенского кузнеца.
В 1927 году окончил Высшую инженерную школу в Бейруте и затем Академию изящных искусств в Париже, где учился у известного французского архитектора Огюста Перре — пионера в сфере строительства зданий из железобетона.
В своих творческих замыслах архитектор Табет исходил из принципов современной европейской архитектуры, учитывая климатические условия Ливана.
Принимал активное участие в антифашистском и антивоенном движении. В мае 1939 года Ануан Табет участвовал в организации созыва в Бейруте Антифашистского конгресса, на котором была создана Лига борьбы с фашизмом и нацизмом.
В 1941 году стал одним из основателей журнала «Тарик», награждённого в 1950 году Золотой медалью Мира.
В 1946—1948 году был избран председателем Ливанского общества друзей СССР. С 1949 года — председатель Ливанского национального совета мира, с 1950 член Президиума Всемирного совета мира.
В 1961 году награжден Международной Ленинской премией «За укрепление мира между народами».
Первый президент и до конца жизни вице-президент Общества инженеров и архитекторов Ливана.

## Архитектура

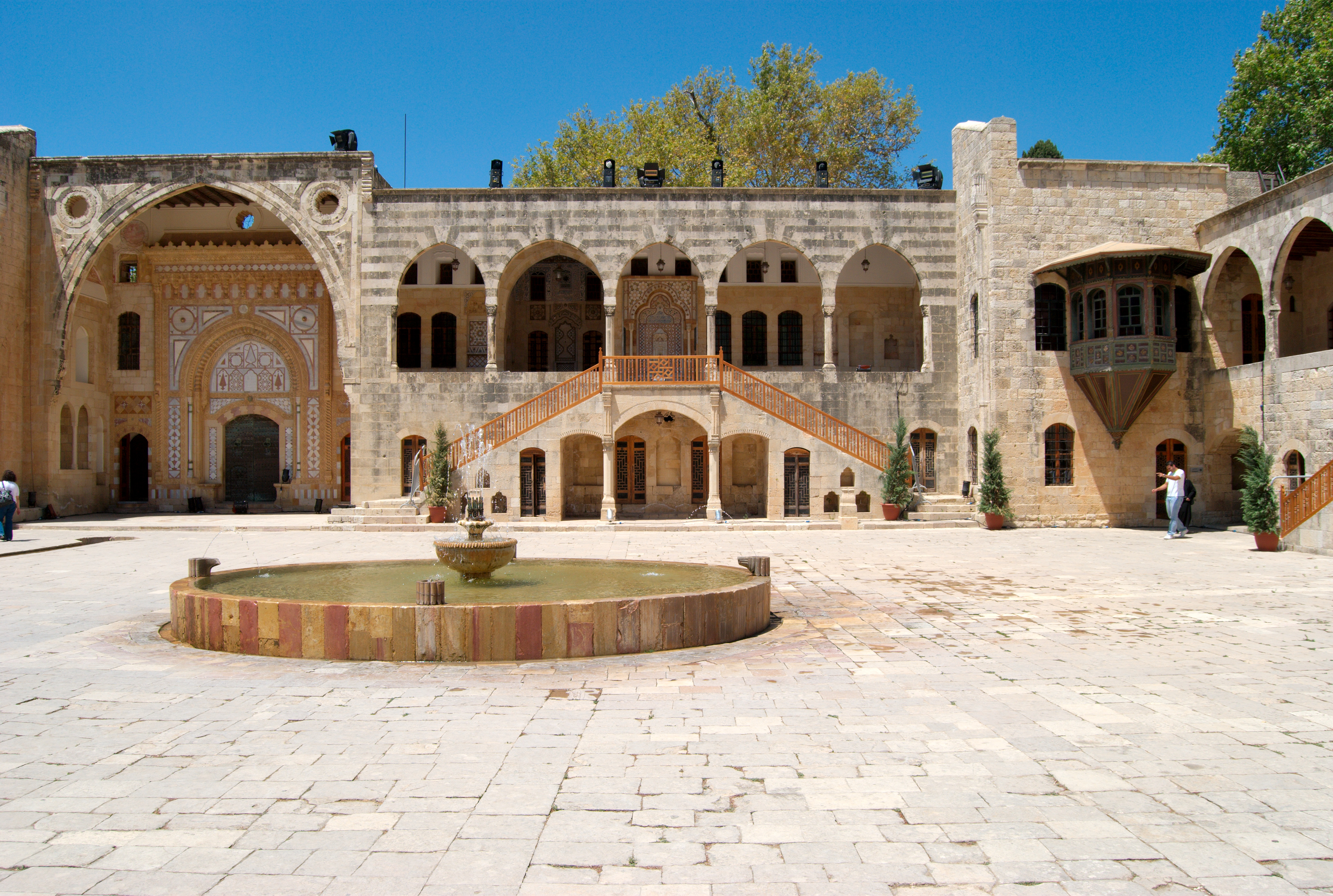
Дворец Бейт-эд-Дин после реконструкции

- Отель «Восточный дворец» в Дамаске, Сирия, 1932 г.;
- Фабрика пива в Ждейде, Бейрут, 1934 г.;
- «Колледж мудрости» в Бейруте, 1938 г.;
- Большой многоквартирный дом в Бейруте, 1949 г.;
- Участвовал в реконструкции дворца Бейт-эд-Дин.
- Группа жилых домов в Хазмии (район Бейрута), 1960

## Семья
Сын — Жад Антуан Табет (Jade Antoine Jad Tabet; род. 1944) — архитектор-урбанист.